# Траунштейнера шаровидная
Траунште́йнера шарови́дная (лат. Traunsteinéra globósa) — травянистое растение; вид рода Траунштейнера (Traunsteinera) семейства Орхидные (Orchidaceae).

## Ботаническое описание

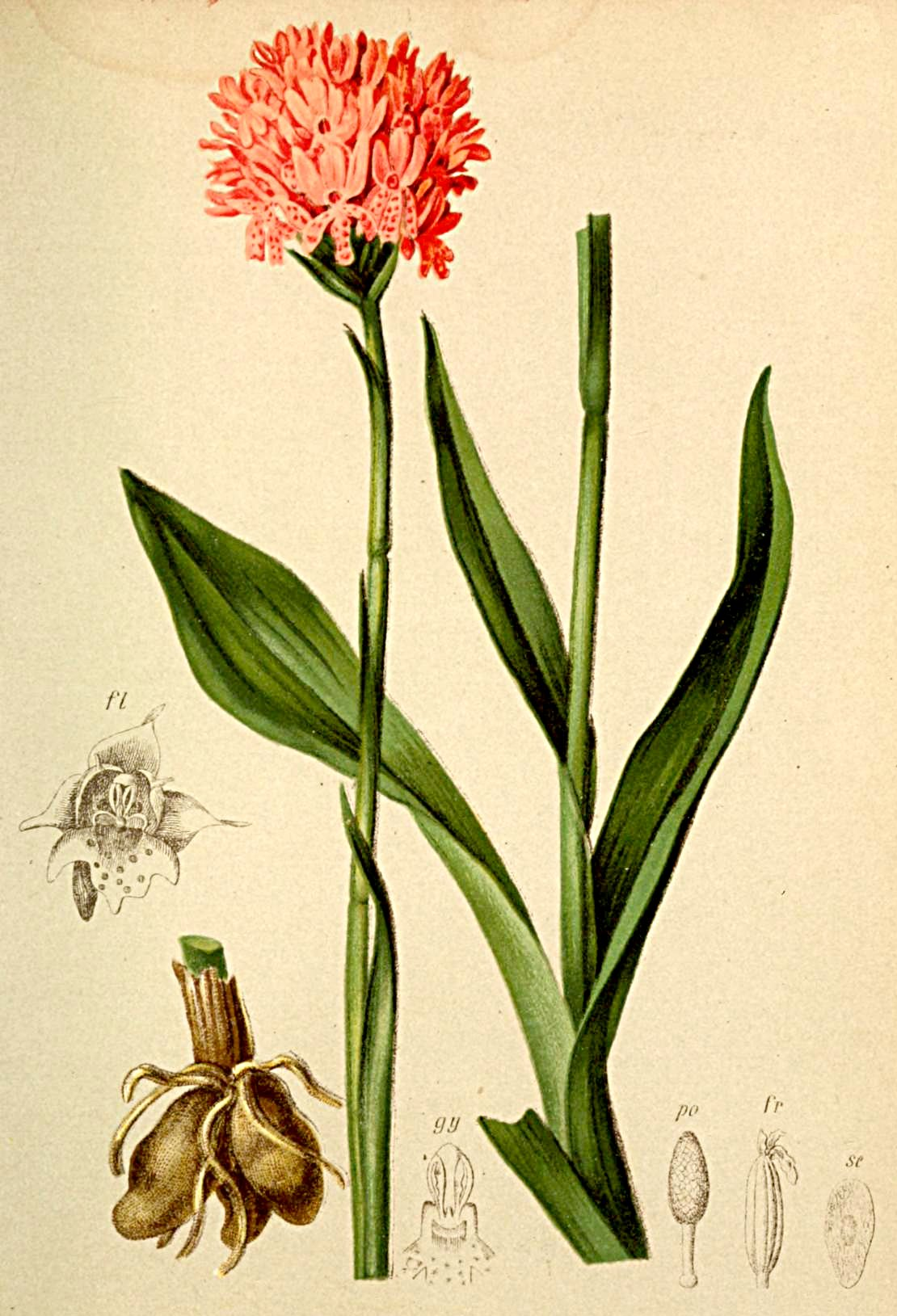
Ботаническая иллюстрация из книги «Atlas der Alpenflora», 1882

Многолетнее травянистое растение. Стебель (25) 30—55 (65) см высотой. Листья продолговато-ланцетные, (5,5) 7—11 (15) см длиной, 1,5—3 (3,5) см шириной.
Соцветие очень густое, в начале цветения пирамидальное, позднее яйцевидно-шаровидное, (1,2) 3—4 (4,5) см длиной, 1,4—2,7 см в диаметре. Прицветники узколанцетные, клиновидные, равные завязи или немного превышающие её, фиолетовоокрашенные. Цветки лиловато-розовые или светло-розовые (у сухих экземпляров окраска часто не сохраняется и цветки выглядят бледно-розоватыми или беловатыми). Листочки наружного круга околоцветника (5) 6—7 (8) мм длиной, 1,2—1,6 мм шириной, на верхушке с лопатчатым расширением 0,8—1,1 мм в диаметре, с 3 жилками; средний листочек слегка вогнутый, 5—5,5 мм длиной. Листочки внутреннего круга околоцветника (4,5) 5—6 мм длиной, 1,5—2 мм шириной, при основании часто слегка неравнобокие, на верхушке иногда лопатчато расширенные, чаще с 3 жилками. Губа 4,5—5 мм длиной, (3,5) 4—6 (6,5) мм шириной. Боковые доли губы ромбические, часто по краю зубчатые, (0,9) 1,5—2,2 (2,5) мм длиной. Средняя доля губы (1,2) 1,8—2,5 (3) мм длиной, выемчатая, в центре выемки с зубчиком. Шпорец 3 мм длиной, 0,6—0,7 мм шириной. Плод — сухая коробочка.
Цветение в мае—августе; плодоношение в июне—сентябре. Хромосомное число 2n = 42

## Распространение и среда обитания
Растение распространено в Европе, Малой Азии, Закавказье.
В России встречается на Кавказе, Краснодарском и Ставропольском краях.
Произрастает на сырых лугах, горных склонах в альпийском и субальпийском поясах.

## Охранный статус
Редкий вид. Занесена в Красную книгу России и ряда регионов РФ. Вымирает в связи с хозяйственной деятельностью в местах своего произрастания и сбором на букеты.